# Miranda Miller
Miranda Miller (* 2. März 1990 in Squamish) ist eine kanadische Mountainbikerin. Im Jahr 2017 wurde sie Weltmeisterin in der Disziplin Downhill.

## Sportlicher Werdegang
International trat Miller erstmals im Jahr 2015 in Erscheinung. Im Jahr 2016 erreichte sie in Leogang als Dritte im Downhill ihre bisher beste Platzierung im UCI-Mountainbike-Weltcup. Im Jahr 2017 wurde sie im australischen Cairns überraschend Weltmeisterin im Downhill.
Nachdem Miller im Jahr 2018 bereits an Wettbewerben der Enduro World Series teilgenommen hatte, wechselte sie 2019 zum Team Kona Factory Racing, um sich auf MTB-Enduro zu konzentrieren. Der zweite Platz bei den nationalen Meisterschaften und ein dritter Platz in der Enduro World Series in Les Orres im Jahr 2019 sind ihre bisher besten Ergebnisse im MTB-Enduro.

## Erfolge
2015
- Kanadische Meisterin – Downhill

2016
- Kanadische Meisterin – Downhill

2017
- Weltmeisterin – Downhill
- Kanadische Meisterin – Downhill